# 竹田永翁
竹田 永翁（たけだ えいおう、? - 1615年6月4日（慶長20年5月8日））は、安土桃山時代から江戸時代初期にかけての武将。豊臣氏の家臣。通称は藤四郎。

## 略歴
竹田梅松軒の三男として生まれる。母は沼田光長の娘。兄に松井定勝、竹田長勝、弟に竹田半左衛門がいる。
豊臣秀吉および秀頼に仕える。大坂の陣では豊臣方として参戦するが、慶長20年5月8日、秀頼とともに大坂城の山里曲輪で自害した。兄長勝も千畳敷で自害している。
永翁は兄定勝の長男、権右衛門長雄を養子としており、長雄はのちに鍋島家に仕えた。